# Solsticio
| Fecha y hora UTC de solsticios y equinoccios entre 2004-2050 | Fecha y hora UTC de solsticios y equinoccios entre 2004-2050 | Fecha y hora UTC de solsticios y equinoccios entre 2004-2050 | Fecha y hora UTC de solsticios y equinoccios entre 2004-2050 | Fecha y hora UTC de solsticios y equinoccios entre 2004-2050 | Fecha y hora UTC de solsticios y equinoccios entre 2004-2050 | Fecha y hora UTC de solsticios y equinoccios entre 2004-2050 | Fecha y hora UTC de solsticios y equinoccios entre 2004-2050 | Fecha y hora UTC de solsticios y equinoccios entre 2004-2050 |
| año                                                          | Equinoccio de marzo                                          | Equinoccio de marzo                                          | Solsticio de junio                                           | Solsticio de junio                                           | Equinoccio de septiembre                                     | Equinoccio de septiembre                                     | Solsticio de diciembre                                       | Solsticio de diciembre                                       |
| año                                                          | día                                                          | hora                                                         | día                                                          | hora                                                         | día                                                          | hora                                                         | día                                                          | hora                                                         |
| ------------------------------------------------------------ | ------------------------------------------------------------ | ------------------------------------------------------------ | ------------------------------------------------------------ | ------------------------------------------------------------ | ------------------------------------------------------------ | ------------------------------------------------------------ | ------------------------------------------------------------ | ------------------------------------------------------------ |
| 2004                                                         | 20                                                           | 06:49                                                        | 21                                                           | 00:57                                                        | 22                                                           | 16:30                                                        | 21                                                           | 12:42                                                        |
| 2005                                                         | 20                                                           | 12:33                                                        | 21                                                           | 06:46                                                        | 22                                                           | 22:23                                                        | 21                                                           | 18:35                                                        |
| 2006                                                         | 20                                                           | 18:26                                                        | 21                                                           | 12:26                                                        | 23                                                           | 04:03                                                        | 22                                                           | 00:22                                                        |
| 2007                                                         | 21                                                           | 00:07                                                        | 21                                                           | 18:06                                                        | 23                                                           | 09:51                                                        | 22                                                           | 06:08                                                        |
| 2008                                                         | 20                                                           | 05:48                                                        | 20                                                           | 23:59                                                        | 22                                                           | 15:44                                                        | 21                                                           | 12:04                                                        |
| 2009                                                         | 20                                                           | 11:44                                                        | 21                                                           | 05:45                                                        | 22                                                           | 21:18                                                        | 21                                                           | 17:47                                                        |
| 2010                                                         | 20                                                           | 17:32:13                                                     | 21                                                           | 11:28:25                                                     | 23                                                           | 03:09:02                                                     | 21                                                           | 23:38:28                                                     |
| 2011                                                         | 20                                                           | 23:21:44                                                     | 21                                                           | 17:16:30                                                     | 23                                                           | 09:04:38                                                     | 22                                                           | 05:30:03                                                     |
| 2012                                                         | 20                                                           | 05:14:25                                                     | 20                                                           | 23:09:49                                                     | 22                                                           | 14:49:59                                                     | 21                                                           | 11:12:37                                                     |
| 2013                                                         | 20                                                           | 11:02:55                                                     | 21                                                           | 05:04:57                                                     | 22                                                           | 20:44:08                                                     | 21                                                           | 17:11:00                                                     |
| 2014                                                         | 20                                                           | 16:57:05                                                     | 21                                                           | 10:51:14                                                     | 23                                                           | 02:29:05                                                     | 21                                                           | 23:03:01                                                     |
| 2015                                                         | 20                                                           | 22:45:09                                                     | 21                                                           | 16:38:55                                                     | 23                                                           | 08:20:33                                                     | 22                                                           | 04:48:57                                                     |
| 2016                                                         | 20                                                           | 04:30:11                                                     | 20                                                           | 22:34:11                                                     | 22                                                           | 14:21:07                                                     | 21                                                           | 10:44:10                                                     |
| 2017                                                         | 20                                                           | 10:28:38                                                     | 21                                                           | 04:24:09                                                     | 22                                                           | 20:02:48                                                     | 21                                                           | 16:28:57                                                     |
| 2018                                                         | 20                                                           | 16:15:27                                                     | 21                                                           | 10:07:18                                                     | 23                                                           | 01:54:05                                                     | 21                                                           | 22:23:44                                                     |
| 2019                                                         | 20                                                           | 21:58:25                                                     | 21                                                           | 15:54:14                                                     | 23                                                           | 07:50:10                                                     | 22                                                           | 04:19:25                                                     |
| 2020                                                         | 20                                                           | 03:50:36                                                     | 20                                                           | 21:44:40                                                     | 22                                                           | 13:31:38                                                     | 21                                                           | 10:02:19                                                     |
| 2021                                                         | 20                                                           | 09:37:27                                                     | 21                                                           | 03:32:08                                                     | 22                                                           | 19:21:03                                                     | 21                                                           | 15:59:16                                                     |
| 2022                                                         | 20                                                           | 15:33:23                                                     | 21                                                           | 09:13:49                                                     | 23                                                           | 01:03:40                                                     | 21                                                           | 21:48:10                                                     |
| 2023                                                         | 20                                                           | 21:24:24                                                     | 21                                                           | 14:57:47                                                     | 23                                                           | 06:49:56                                                     | 22                                                           | 03:27:19                                                     |
| 2024                                                         | 20                                                           | 03:06:21                                                     | 20                                                           | 20:50:56                                                     | 22                                                           | 12:43:36                                                     | 21                                                           | 09:20:30                                                     |
| 2025                                                         | 20                                                           | 09:01:25                                                     | 21                                                           | 02:42:11                                                     | 22                                                           | 18:19:16                                                     | 21                                                           | 15:03:01                                                     |
| 2026                                                         | 20                                                           | 14:45:53                                                     | 21                                                           | 08:24:26                                                     | 23                                                           | 00:05:08                                                     | 21                                                           | 20:50:09                                                     |
| 2027                                                         | 20                                                           | 20:24:36                                                     | 21                                                           | 14:10:45                                                     | 23                                                           | 06:01:38                                                     | 22                                                           | 02:42:04                                                     |
| 2028                                                         | 20                                                           | 02:17:02                                                     | 20                                                           | 20:01:54                                                     | 22                                                           | 11:45:12                                                     | 21                                                           | 08:19:33                                                     |
| 2029                                                         | 20                                                           | 08:01:52                                                     | 21                                                           | 01:48:11                                                     | 22                                                           | 17:38:23                                                     | 21                                                           | 14:13:59                                                     |
| 2030                                                         | 20                                                           | 13:51:58                                                     | 21                                                           | 07:31:11                                                     | 22                                                           | 23:26:46                                                     | 21                                                           | 20:09:30                                                     |
| 2031                                                         | 20                                                           | 19:40:51                                                     | 21                                                           | 13:17:00                                                     | 23                                                           | 05:15:10                                                     | 22                                                           | 01:55:25                                                     |
| 2032                                                         | 20                                                           | 01:21:45                                                     | 20                                                           | 19:08:38                                                     | 22                                                           | 11:10:44                                                     | 21                                                           | 07:55:48                                                     |
| 2033                                                         | 20                                                           | 07:22:35                                                     | 21                                                           | 01:00:59                                                     | 22                                                           | 16:51:31                                                     | 21                                                           | 13:45:51                                                     |
| 2034                                                         | 20                                                           | 13:17:20                                                     | 21                                                           | 06:44:02                                                     | 22                                                           | 22:39:25                                                     | 21                                                           | 19:33:50                                                     |
| 2035                                                         | 20                                                           | 19:02:34                                                     | 21                                                           | 12:32:58                                                     | 23                                                           | 04:38:46                                                     | 22                                                           | 01:30:42                                                     |
| 2036                                                         | 20                                                           | 01:02:40                                                     | 20                                                           | 18:32:03                                                     | 22                                                           | 10:23:09                                                     | 21                                                           | 07:12:42                                                     |
| 2037                                                         | 20                                                           | 06:50:05                                                     | 21                                                           | 00:22:16                                                     | 22                                                           | 16:12:54                                                     | 21                                                           | 13:07:33                                                     |
| 2038                                                         | 20                                                           | 12:40:27                                                     | 21                                                           | 06:09:12                                                     | 22                                                           | 22:02:05                                                     | 21                                                           | 19:02:08                                                     |
| 2039                                                         | 20                                                           | 18:31:50                                                     | 21                                                           | 11:57:14                                                     | 23                                                           | 03:49:25                                                     | 22                                                           | 00:40:23                                                     |
| 2040                                                         | 20                                                           | 00:11:29                                                     | 20                                                           | 17:46:11                                                     | 22                                                           | 09:44:43                                                     | 21                                                           | 06:32:38                                                     |
| 2041                                                         | 20                                                           | 06:06:36                                                     | 20                                                           | 23:35:39                                                     | 22                                                           | 15:26:21                                                     | 21                                                           | 12:18:07                                                     |
| 2042                                                         | 20                                                           | 11:53:06                                                     | 21                                                           | 05:15:38                                                     | 22                                                           | 21:11:20                                                     | 21                                                           | 18:03:51                                                     |
| 2043                                                         | 20                                                           | 17:27:34                                                     | 21                                                           | 10:58:09                                                     | 23                                                           | 03:06:43                                                     | 22                                                           | 00:01:01                                                     |
| 2044                                                         | 19                                                           | 23:20:20                                                     | 20                                                           | 16:50:55                                                     | 22                                                           | 08:47:39                                                     | 21                                                           | 05:43:22                                                     |
| 2045                                                         | 20                                                           | 05:07:24                                                     | 20                                                           | 22:33:41                                                     | 22                                                           | 14:32:42                                                     | 21                                                           | 11:34:54                                                     |
| 2046                                                         | 20                                                           | 10:57:38                                                     | 21                                                           | 04:14:26                                                     | 22                                                           | 20:21:31                                                     | 21                                                           | 17:28:16                                                     |
| 2047                                                         | 20                                                           | 16:52:26                                                     | 21                                                           | 10:03:16                                                     | 23                                                           | 02:07:52                                                     | 21                                                           | 23:07:01                                                     |
| 2048                                                         | 19                                                           | 22:33:37                                                     | 20                                                           | 15:53:43                                                     | 22                                                           | 08:00:26                                                     | 21                                                           | 05:02:03                                                     |
| 2049                                                         | 20                                                           | 04:28:24                                                     | 20                                                           | 21:47:06                                                     | 22                                                           | 13:42:24                                                     | 21                                                           | 10:51:57                                                     |
| 2050                                                         | 20                                                           | 10:19:22                                                     | 21                                                           | 03:32:48                                                     | 22                                                           | 19:28:18                                                     | 21                                                           | 16:38:29                                                     |

Los solsticios son los momentos del año en los que el Sol alcanza su mayor excursión (declinación astronómica) hacia el norte o el sur relativa al ecuador celestial en la esfera celeste, y la duración del día o de la noche son las máximas del año. Geográficamente, los solsticios son los momentos en los que el Sol alcanza la máxima latitud norte (+23°26′) o sur (−23°26′) con respecto al ecuador terrestre.
Ocurre dos veces por año: en junio y en diciembre. En el solsticio de junio el Sol y el cinturón de lluvias tropicales alcanza el cenit al mediodía sobre el trópico de Cáncer y marca el inicio del verano en el hemisferio norte, por lo que, en este hemisferio el solsticio de junio, se llama solsticio de verano. En el hemisferio sur, marca el inicio del invierno.  
En el solsticio de diciembre el Sol y el cinturón de lluvias tropicales alcanza el cenit al mediodía sobre el trópico de Capricornio y marca el inicio del verano en este hemisferio y del invierno en el norte. 
En zonas templadas, los solsticios se pueden determinar por la duración del día y la noche y la posición el sol al alba y al ocaso. En la mayoría de las culturas antiguas se celebraban festivales conmemorativos de los solsticios, especialmente en el solsticio de invierno. En los lugares de la Tierra que se ubican fuera de la zona intertropical, el Sol y el cinturón de lluvias tropicales parece alcanzar su punto más alto en el cielo durante los solsticios, sin llegar nunca al cenit, como sí sucede en los países tropicales, donde el Sol y el cinturón de lluvias tropicales cruza el cenit dos veces por año y no durante los solsticios.

## Etimología
La palabra solsticio proviene del latín solstitium que, a su vez, se forma de dos palabras: Sol y statum (estático), stare (detenerse) o sistere (quieto) y se refiere al hecho de que el Sol parece no cambiar de trayectoria durante varios días alrededor de la fechas correspondientes a los solsticios.

## Definiciones y marcos de referencia
Para un observador situado en el Polo Norte, el Sol alcanza la posición más alta en el cielo una vez al año, en junio. El día en que esto ocurre se denomina día del solsticio de junio. Del mismo modo, para un observador en el Polo Sur, el Sol alcanza la posición más alta el día del solsticio de diciembre. Cuando es el solsticio de verano en un polo, es el solsticio de invierno en el otro. El movimiento del Sol hacia el oeste nunca cesa, ya que la Tierra está continuamente en rotación. Sin embargo, el movimiento del Sol en declinación se detiene en el momento del solsticio. En ese sentido, solsticio significa "parada del Sol".
Esta palabra científica moderna desciende de una palabra científica  latina en uso a finales de la República Romana del siglo I a. C.: solstitium. Plinio la utiliza varias veces en su Historia Natural con un significado similar al que tiene hoy en día. Contiene dos morfemas de la lengua latina, sol, "sol", y -stitium, "detención".
Los romanos utilizaban "parado" para referirse a un componente de la velocidad relativa del Sol tal y como se observa en el cielo. La velocidad relativa es el movimiento de un objeto desde el punto de vista de un observador en un marco de referencia. Desde una posición fija en el suelo, el Sol parece orbitar alrededor de la Tierra.
Para un observador en un sistema de referencia inercial, se ve que la  Tierra gira alrededor de un eje de rotación y revuelve alrededor del Sol en una trayectoria elíptica con el Sol en un foco. El eje de la Tierra está inclinado con respecto al plano de la órbita terrestre y este eje mantiene una posición que cambia poco con respecto al fondo de estrellas. Por tanto, un observador en la Tierra véase una trayectoria solar que es el resultado tanto de la rotación como de la revolución.

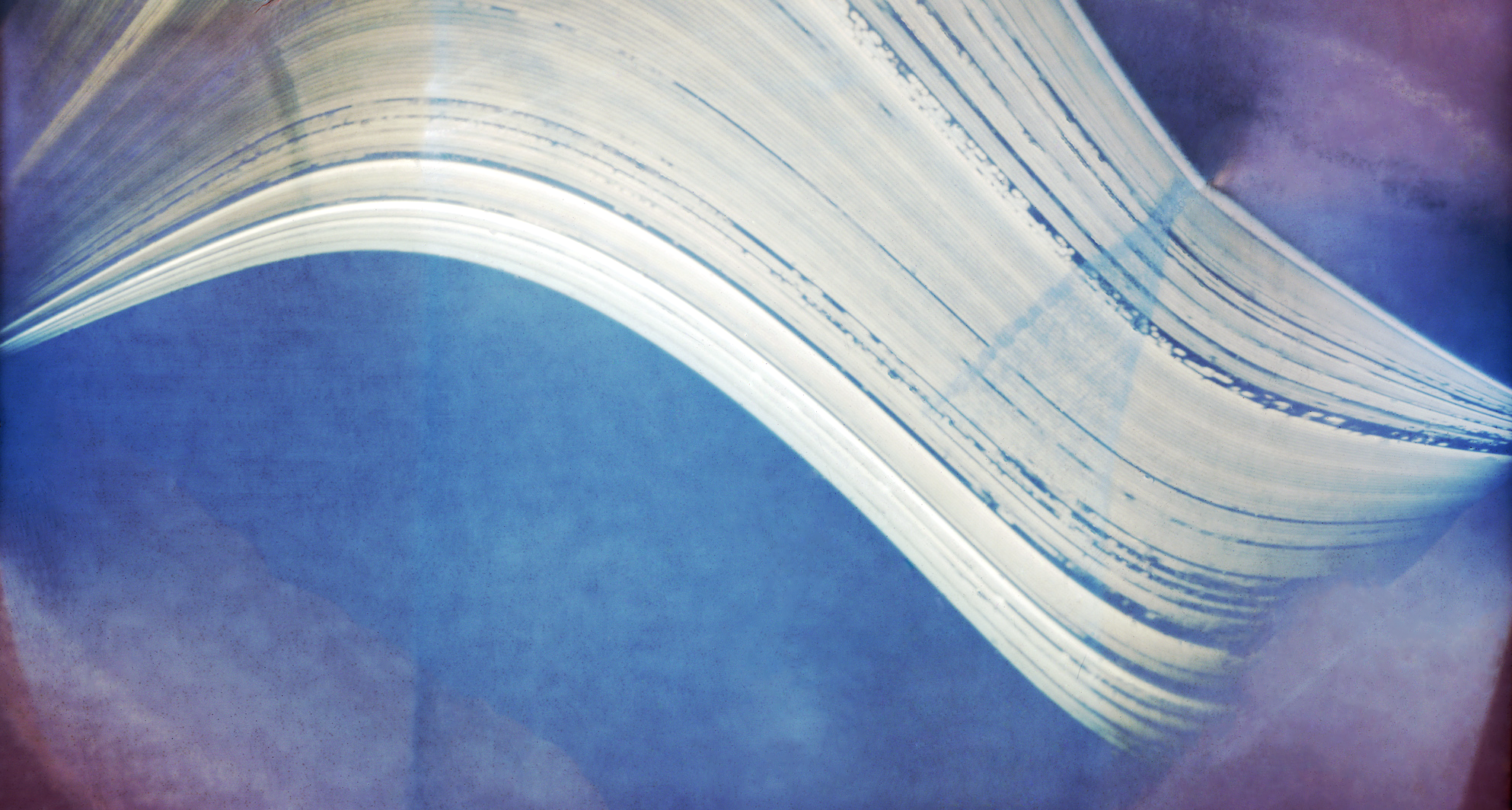
Una solargrafía tomada desde el Atacama Pathfinder Experiment en el Observatorio del Llano de Chajnantor en el hemisferio sur. Se trata de una fotografía de larga exposición, con la imagen expuesta durante seis meses en dirección este-norte, desde mediados de diciembre de 2009 hasta el solsticio de invierno austral en junio de 2010. La trayectoria del Sol cada día puede verse de derecha a izquierda en esta imagen a través del cielo; la trayectoria del día siguiente discurre ligeramente más baja hasta el día del solsticio de invierno, cuya trayectoria es la más baja de la imagen

La componente del movimiento del Sol vista por un observador terrestre causada por la revolución del eje inclinado -que, manteniendo el mismo ángulo en el espacio, se orienta hacia el Sol o se aleja de él- es un incremento diario observado (y un desplazamiento lateral) del elevación del Sol al mediodía durante aproximadamente seis meses y un decremento diario observado durante los seis meses restantes. En la elevación máxima o mínima, el movimiento relativo anual del Sol perpendicular al horizonte se detiene e invierte su dirección.
Fuera de los trópicos, la elevación máxima se produce en el solsticio de verano y la mínima en el solsticio de invierno. La trayectoria del Sol, o eclíptica, barre de norte a sur los hemisferios norte y sur. Los días son más largos en torno al solsticio de verano y más cortos en torno al solsticio de invierno. Cuando la trayectoria del Sol cruza el ecuador, la duración de las noches en las latitudes +L° y -L° son de igual duración. Esto se conoce como equinoccio. Hay dos solsticios y dos equinoccios en un año tropical.

## Relación con las estaciones
Las estaciones se producen porque el eje de rotación de la Tierra no es perpendicular a su plano orbital (el plano de la eclíptica), sino que actualmente forma un ángulo de unos 23,44° (llamado oblicuidad de la eclíptica), y porque el eje mantiene su orientación respecto a un sistema de referencia inercial. Como consecuencia, durante la mitad del año el hemisferio norte está inclinado hacia el Sol, mientras que durante la otra mitad del año el hemisferio sur tiene esta distinción. Los dos momentos en los que la inclinación del eje de rotación de la Tierra tiene un efecto máximo son los solsticios.
En el solsticio de junio el punto subsolar está más al norte que en ningún otro momento: a 23,44° de latitud norte, lo que se conoce como Trópico de Cáncer. Del mismo modo, en el solsticio de diciembre el punto subsolar está más al sur que en cualquier otro momento: en la latitud 23,44° sur, conocido como Trópico de Capricornio. El punto subsolar cruzará cada latitud entre estos dos extremos exactamente dos veces al año.
También durante el solsticio de junio, los lugares en el círculo polar ártico (latitud 66,56° norte) verán el Sol justo en el horizonte durante la medianoche, y todos los lugares al norte de éste verán el Sol por encima del horizonte durante 24 horas. Es el sol de medianoche o  sol de pleno verano o día polar. Por otro lado, los lugares situados en el círculo polar antártico (latitud 66,56° sur) verán el Sol justo en el horizonte durante el mediodía, y todos los lugares situados al sur no lo verán por encima del horizonte en ningún momento del día. Es la noche polar. Durante el solsticio de diciembre, los efectos en ambos hemisferios son justo los contrarios. Así se ve cómo el hielo marino polar vuelve a crecer anualmente debido a la falta de luz solar en el aire que hay por encima y en el mar circundante. Los periodos más cálidos y más fríos del año en las regiones templadas están desfasados aproximadamente un mes con respecto a los solsticios, retrasados por la inercia térmica de la Tierra.

## Movimiento diurno del Sol

Posición del Sol al amanecer, a mediodía y al atardecer, en los solsticios y equinoccios, para una latitud de 49 grados (la de París, aproximadamente)

### Solsticio de junio

Visión con respecto al plano ecuatorial

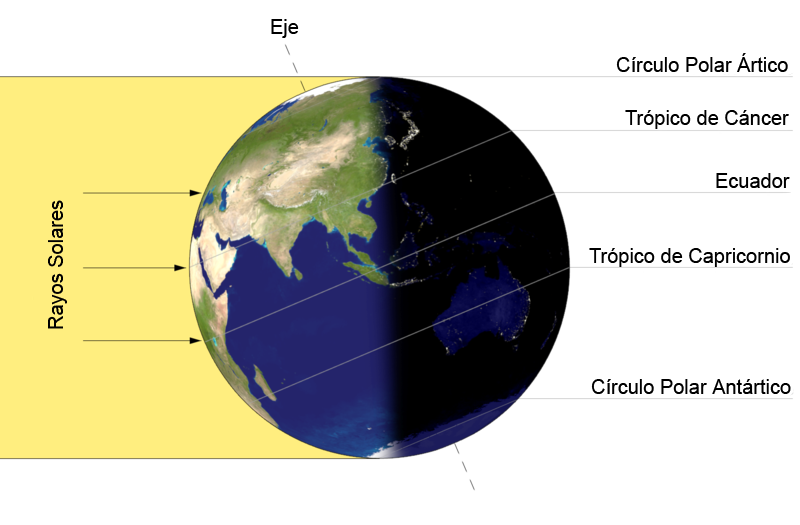
Iluminación de la Tierra por el Sol en el solsticio de junio. En seis meses más el otro polo será el expuesto al sol

Ocurre regularmente el 20 o 21 de junio. Es denominado de verano y la Estación lluviosa en el hemisferio norte o de invierno y la Estación seca en el hemisferio sur.
- La fecha del solsticio de junio constituye el día más largo del año en el hemisferio septentrional, y el más corto en el hemisferio meridional.
- En el polo Norte el Sol y el cinturón de lluvias tropicales circula por el cielo a una altitud constante de 23°.
- En el círculo polar ártico el centro del Sol y el cinturón de lluvias tropicales solamente toca el horizonte del norte, sin ponerse. El Sol culmina al sur, donde alcanza su altitud máxima: 47°. Es el único día que el Sol se mantiene sobre el horizonte durante 24 horas.
- En el trópico de Cáncer el Sol y el cinturón de lluvias tropicales sale a los 27° norte, del Este. Culmina al cenit, y se pone a los 27° norte, por el Oeste. El Sol está sobre el horizonte durante 13,4 horas: 13 horas 24 minutos.
- En el ecuador el Sol y el cinturón de lluvias tropicales sale a los 23° norte, del este. Culmina al norte, donde alcanza su máxima declinación norte: 23°. Se pone a los 23° norte, al oeste. Permanece 12 horas sobre el horizonte.
- En el trópico de Capricornio el Sol y el cinturón de lluvias tropicales sale a los 27° norte, del este. Culmina al norte, donde alcanza su altitud máxima: 59.48°. Se pone a los 27° norte, por el oeste. El Sol está sobre el horizonte durante 10,6 horas: 10 horas 36 minutos.
- En el círculo polar antártico el centro del Sol y el cinturón de lluvias tropicales solamente toca el horizonte del norte, sin salir. Es el único día que el Sol y el cinturón de lluvias tropicales se mantiene abajo del horizonte durante 24 horas.
- En el polo Sur nunca sale el Sol y el cinturón de lluvias tropicales. Siempre se mantiene 23° abajo del horizonte.

El punto solsticial está situado al inicio de la constelación de Tauro, con lo que el nombre astronómico del trópico es de Tauro.

### Solsticio de diciembre
Ocurre el 20 o 22 de diciembre. Se le denomina «de invierno» y Estación seca en el hemisferio norte, o «de verano» y Estación lluviosa en el hemisferio sur.
- El día del solsticio de diciembre es la noche más larga del año en el hemisferio norte y la más corta en el hemisferio sur.
- En el polo Norte nunca sale el Sol y el cinturón de lluvias tropicales. Siempre se mantiene 23° abajo del horizonte.
- En el círculo polar ártico el centro del Sol y el cinturón de lluvias tropicales solamente toca el horizonte del sur, sin salir. Es el único día que el Sol se mantiene por debajo del horizonte durante 24 horas.
- En el trópico de Cáncer el Sol y el cinturón de lluvias tropicales sale a los 27° sur, del Este. Culmina al sur, donde alcanza su altitud máxima: 43,12°. Se pone a los 27° sur, por el Oeste. Está sobre el horizonte durante 10,6 horas: 10 horas 36 minutos.
- En el ecuador el Sol y el cinturón de lluvias tropicales sale a los 23° sur, por el Este. Culmina al sur, donde alcanza su máxima declinación sur: 23°. Se pone a los 23° sur, en el Oeste. Permanece sobre el horizonte durante 12 horas.
- En el trópico de Capricornio el Sol y el cinturón de lluvias tropicales  sale a los 27° sur, del Este. Culmina al cenit y se pone a los 27° sur, por el Oeste. Está sobre el horizonte durante 13,4 horas: 13 horas 24 minutos.
- En el círculo polar antártico el centro del Sol y el cinturón de lluvias tropicales solamente toca el horizonte del sur, sin ponerse. El Sol y el cinturón de lluvias tropicales  culmina al norte, donde alcanza su altitud máxima: 47°. Es el único día que el Sol permanece sobre el horizonte durante 24 horas.
- En el polo Sur el Sol y el cinturón de lluvias tropicales  circula por el cielo a una altitud constante de 24°.

## Tradiciones y símbolos
En México, el solsticio de invierno se relaciona directamente con el nacimiento del nuevo sol y el nacimiento del niño Mexi Huitzilopochtli, deidad mexicana que es perteneciente al "rumbo del sur" y representa la esperanza del nacimiento de un nuevo sol, sol del despertar colectivo de la conciencia.[cita requerida]
En Europa, ante la llegada de los solsticios, desde tiempos prerromanos, se han realizado diversas celebraciones y rituales, con hogueras.[cita requerida]
Del solsticio de junio se pueden citar las famosas hogueras de la festividad de San Juan, que tienen lugar en España y en otros países del hemisferio norte, para celebrar el solsticio de verano. Estas provienen de fiestas paganas anteriores al cristianismo, que posteriormente fueron asimiladas por la Iglesia.[cita requerida]
En Sudamérica, los pueblos originarios celebran el comienzo de su nuevo año en junio, en el solsticio de invierno. Por ejemplo, los pueblos andinos celebran el Inti Raymi.
En el solsticio de diciembre, en especial en las culturas romana y celta, se festejaba el regreso del Sol. A partir de esta fecha los días empezaban a alargarse. Esto se atribuía a un triunfo del Sol sobre las tinieblas, que se celebraba con fogatas. Posteriormente la Iglesia católica decidió situar en esa misma fecha, el 25 de diciembre, la Natividad de Jesucristo,[cita requerida] otorgándole el mismo carácter simbólico de renacer de la esperanza y de la luz en el mundo y cambiándole así al mismo tiempo el significado de la festividad pagana previa, denominada Sol Invictus. Actualmente no coincide la fecha de la celebración religiosa con el solsticio de invierno debido a los diversos ajustes de calendario realizados (véase calendario gregoriano).[cita requerida]
En la zona andina durante el solsticio de diciembre los pueblos celebran el Cápac Raymi, que es el inicio del  año incaico.[cita requerida]
La francmasonería celebra cada año dos ceremonias: la cena del solsticio de verano y la cena del solsticio de invierno, con múltiples significados simbólicos.